# Molophilus gravis
Molophilus gravis är en tvåvingeart som beskrevs av Alexander 1956. Molophilus gravis ingår i släktet Molophilus och familjen småharkrankar.
Artens utbredningsområde är Uganda. Inga underarter finns listade i Catalogue of Life.